# Тарасевич, Владимир Анатольевич
Владимир Анатольевич Тарасевич (23 марта 1949 — 22 июня 2010) — советский спортсмен, Заслуженный мастер спорта СССР (хоккей с мячом). Четырёхкратный чемпион мира.

## Биография
В. А. Тарасевич начал играть в хоккей с мячом в 1958 году в детской школе «Спутник» Красноярска. С 1960 года играл в детской команде «Енисей». С 1966 года начал выступать в основной команде.
Следующим клубом становится СКА (Свердловск). А в 1972 году Тарасевич начинает выступать за «Динамо» (Москва).
Его начинают привлекать в сборную СССР. В её составе он 4 раза становится чемпионом мира.
Последний игровой год Тарасевич проводит в красногорском «Зорком» .
Также играл в хоккей на траве. В 1969—1971 выступал за СКА (Свердловск).
С 1986 года занимался судейством. В 1986—1996 был тренером секции футбола и хоккея с мячом Дома детского творчества Первомайского района Москвы. Тренер ДЮСШ «Динамо» (Москва).
Умер 22 июня 2010 года. Похоронен на Митинском кладбище Москвы.
Награждён медалью «За заслуги перед Отечеством» 2 степени (1998).

## Достижения
- — Чемпион СССР среди юниоров — 1968
- — Чемпион СССР — 1971, 1973, 1975, 1976, 1978
- — Серебряный призёр чемпионата СССР — 1969, 1974, 1977
- — Бронзовый призёр чемпионата СССР — 1970, 1982
- — Обладатель Кубка европейских чемпионов — 1975, 1976, 1978
- В списке 22 лучших игроков сезона раз −1970, 1971, 1975, 1978, 1979
- — Серебряный призёр чемпионата мира среди юношей — 1968
- — Чемпион мира — 1971, 1973, 1975, 1979